# Volné vlastenecké hnutí
Volné vlastenecké hnutí (arabsky التيار الوطني الحر al-Tayyar al-Watání al-Horr, francouzsky Courant patrioque libre) nebo Volné patriotistické hnutí (z angličtiny Free Patriotic Movement) a je libanonská křesťanská politická strana, po Hnutí budoucnosti druhá nejsilnější politická strana a nejsilnější křesťanská politická strana v Libanonu. Volné vlastenecké hnutí nyní (2017) drží 19 křesel v libanonském parlamentu.
Stranu založil v roce 2005 libanonský generál a současný prezident Michel Aoun. Při volbách v roce 2005 strana získala 15 křesel v libanonském parlamentu a stala se tak třetí nejsilnější politickou stranou v Libanonu již takto krátce po svém vzniku. Při následujících volbách v roce 2009 získala strana další čtyři křesla.
Strana spolupracuje s šíitským hnutím Hizballáh. Je členem Aliance 8. března, stejně jako Hizballáh, Amal nebo Syrská sociálně nacionální strana.